# Lokomotiw Liski
Lokomotiw Liski (ros. «Локомоти́в» Лиски – rosyjski klub piłkarski z miasta Liski. Założony w 1936 roku.

## Historia
W czasach radzieckich klub grał w rozgrywkach lokalnych.
W 1995 roku dostał się do profesjonalnej rosyjskiej Trzeciej Ligi (wówczas 4. poziom). Od 1996 występował w Drugiej Dywizji, w grupie zachodniej, a w 1998 został przeniesiony do grupy centralnej. W 2002 spadł do rozgrywek amatorskich.
W 2005 powrócił do Drugiej Dywizji, gdzie występował nieprzerwanie w grupie centralnej przez 11 kolejnych sezonów.
Po zakończeniu sezonu 2015/16 klub zrezygnował z dalszych występów w Drugiej Dywizji. Wówczas rezerwy klubu grające w Lidze Amatorskiej przejęły rolę pierwszej drużyny.